# Любине (зупинний пункт)
Лю́бине — зупинний пункт Херсонської дирекції Одеської залізниці на лінії Снігурівка — Миколаїв між станцією Снігурівка (11 км) та зупинним пунктом Новопетрівка (4 км).
Розташований за 2 км на південь від села Любине Снігурівського району Миколаївської області.
Зупинний пункт було відкрито 1972 року, під такою ж назвою. Зупиняються лише приміські поїзди.